# Desterro de Entre Rios
Desterro de Entre Rios est une municipalité brésilienne de l'État du Minas Gerais et la microrégion de Conselheiro Lafaiete.